# Ginepro (frate)
Fra' Ginepro (Bevagna, 1190 circa – Roma, 1258) è stato un religioso italiano.

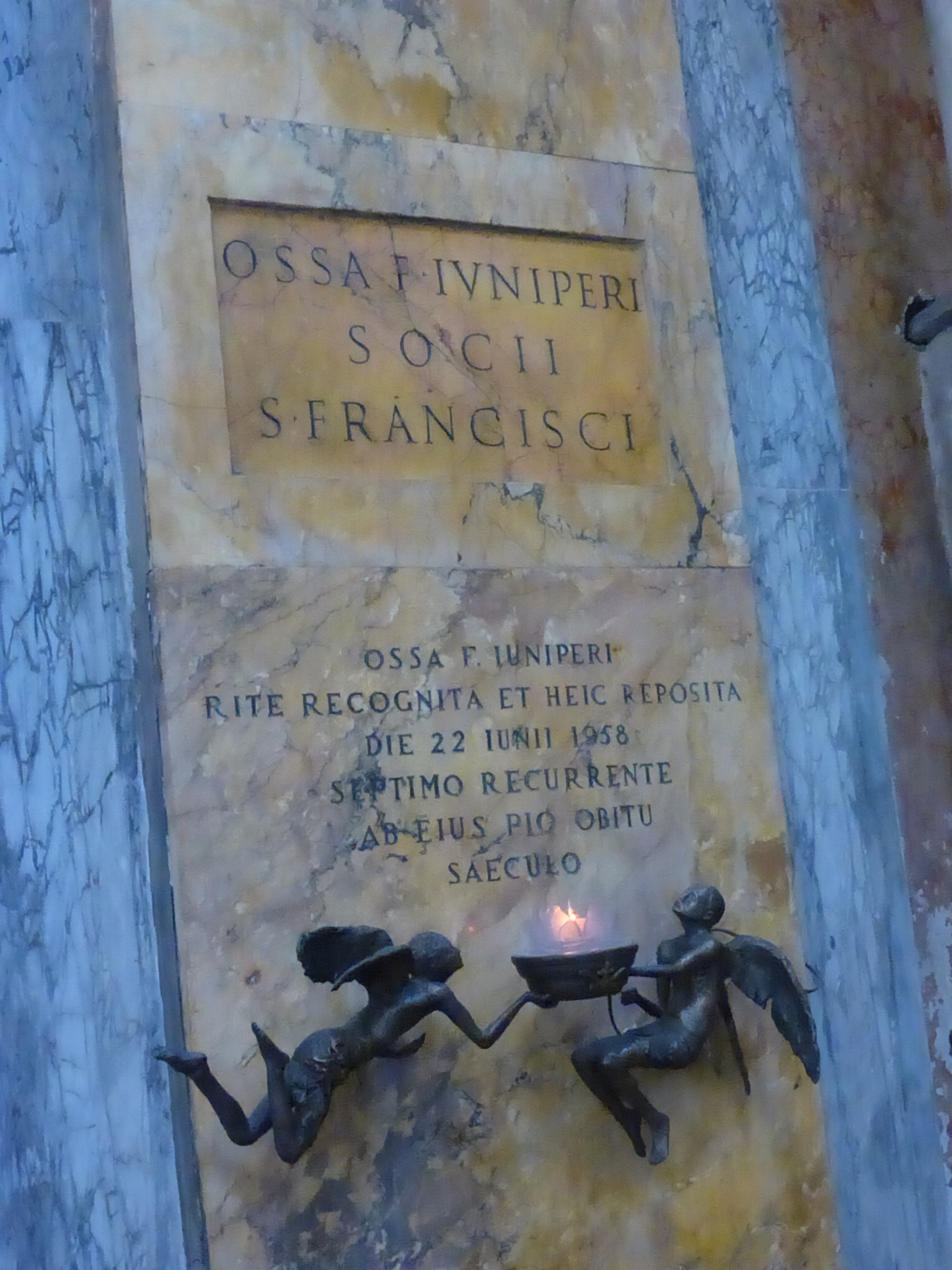
Sepolcro di fra' Ginepro all'Aracoeli

Fu un frate francescano e compagno di Francesco d'Assisi. 
Il personaggio, forse di fantasia, ha tratti curiosi e caratteristici che testimoniano una spiritualità di "santa pazzia".
Le sue vicende sono descritte, in un genere comico-letterario molto raro al suo tempo, nell'agiografia Vita di Frate Ginepro, spesso allegata ai Fioretti di san Francesco. 
Le sue ossa ("rite recognita") furono riposte nel 1958 - a settecento anni dalla morte - nella chiesa da sempre francescana dell'Aracoeli.